# 車瑞元
車瑞元（韓語：차서원，1991年4月15日—），本名李昌燁（이창엽），韓國男演員。於2022年11月22日入伍，進入陸軍服兵役。

## 簡歷
李昌燁畢業於韓國藝術綜合大學演劇院演技系，同屆同學兼好友為梁世宗及金聖喆。他於2013年透過參演《繼承者們》的閒角出道，其後在2016年至2018年間透過參演MBC的電視劇《多樣的兒媳》、《20世紀少男少女》、《富家公子》積累了認知度。2019年，他在《為何那樣，奉尚先生》中首度出演主要角色，並於同年年中改用藝名「車瑞元」。2021年主演電視劇《第二任丈夫》得到一致好評，在《MBC演技大獎》獲得「日日劇部門 男子最優秀演技獎」，亦是他首個演藝獎項。
此外，除了參演電視劇外，他亦活躍於話劇及音樂劇的舞臺，亦在數部短篇獨立電影中出演主角。

## 演出作品

### 電視劇
- 2013年：SBS《繼承者們》飾演 相親男
- 2015年：KBS《Miss Mammamia》飾演 東民
- 2017年：MBC《多樣的兒媳》飾演 崔東洙
- 2017年：MBC《20世紀少男少女》飾演 李東勳
- 2018年：MBC《富家公子》飾演 崔龍
- 2019年：KBS《為何那樣，奉尚先生》飾演 李外尚
- 2019年：tvN《清日電子李小姐》飾演 朴道俊
- 2021年：MBC《第二任丈夫》飾演 尹在民／裴瑞賢
- 2023年：TVING《非意圖的戀愛談 》[6]飾演 尹泰俊
- 2023年：tvN《青春月谭》飾演成均館掌議
- 2025年：tvN《Spring Fever》飾演崔伊俊

### 電影
- 2013年：《咔滋咔滋情人夢》飾演 消化餅乾（黑巧克力口味）
- 2014年：《誰也不能對民族瞭解太多》
- 2014年：《追憶的速度》
- 2015年：《給你我的內褲》
- 2015年：《那個位子》

### 綜藝節目
| 年份   | 日期      | 電視台 | 節目                     | 備註     |
| ------ | --------- | ------ | ------------------------ | -------- |
| 2022年 | 10月27日- | SBS    | 《如果只能去一次，澳洲》 | 固定出演 |

## 獎項
| 年份 | 頒獎典禮               | 獎項                        | 作品               | 結果 |
| 2019 | KBS演技大獎            | 男子新人獎                  | 為何那樣，奉尚先生 | 提名 |
| 2021 | MBC演技大獎            | 日日劇部門 男子最優秀演技獎 | 第二任丈夫         | 獲獎 |
| 2022 | 第八屆APAN Star Awards | 連續劇 － 男子優秀演技獎    | 第二任丈夫         | 提名 |

## 外部連結
- 車瑞元的Instagram帳戶